# Критский, Николай Дмитриевич
Николай Дмитриевич Критский (? — после 1834) — российский контр-адмирал, гидрограф.

## Биография
Происходил из греческой семьи. Мальчиком был привезён в Россию, где стал называться Николай Дмитриевич Критский. В 1789 году кадетом был зачислен в Греческую гимназию, которая спустя три года получила наименование Корпус чужестранных единоверцев. В 1794 году был произведён в гардемарины, в 1796 году — в мичманы с назначением в Черноморский флот.
С 1799 года неоднократно назначался для производства гидрографических работ по съёмке берегов Чёрного и Азовского морей: в 1801 году командовал требакой «Константин»; участвовал в экспедиции И. М. Будищева; в 1803 году вместе с капитан-лейтенантом А. Е. Влито описал побережье Азовского моря от Таганрога до Еникальского пролива.
В 1804—1807 годах служил на торговых канонерских судах; в 1807 году, в чине лейтенанта командовал отрядом из пяти (семи) канонерских лодок в составе эскадры контр-адмирала С. М. Пустошкина; участвовал во взятии 5 мая крепости Анконы и 31 мая в Трапезундской экспедиции, окончившейся неудачей, вследствие того, что она предпринята была по показаниям, которые оказались неверными.
В 1811 году сделал опись Сухумского рейда; произведён в капитан-лейтенанты.
В 1823 году участвовал в археологических раскопках на острове Фидониси. Был назначен командиром 32 флотского экипажа.
Осенью 1824 года в чине капитана 2-го ранга возглавлял экспедицию, целью которой был поиск удобного места для сооружения пристани на Северном Приазовье. В рапорте на имя генерал-губернатора графа М. С. Воронцова он рекомендовал Бердянскую косу в качестве места для строительства нового порта. 10 и 11 сентября 1824 года, капитан II ранга Николай Критский сделал промеры глубин залива, на основании которых был составлен рапорт о его превосходных природных данных для основания торгового порта на Азовском побережье вместо уже начавшихся работ по обустройству гавани в устье реки Обиточной, настоял повторным  рапортом от 20 февраля 1825 года со смелой формулировкой “порт при сей косе уступит разве Севастопольскому”, весной того же года началось строительные работы.
Был награждён 12 декабря 1824 года орденом Св. Георгия 4-й степени.
В 1827 году состоял при главном командире Черноморского флота вице-адмирале Грейге для особых поручений. В том же году был произведён в капитаны 1-го ранга. По словам Грейга отличался «опытностью и благоразумием»; другие же его современники отмечали его властный характер и отмечали, что он «был нелюбим на флоте за раздражительность… и грубое обращение с подчиненными.
Командовал кораблем «Париж» во время пребывания на нём императора Николая I. В 1828 году на корабле «Париж» участвовал при взятии Анапы и при осаде Варны. Начальствуя отрядом из 2 фрегатов, 1 корвета, 1 бригантины и 1 катера, был послан для овладения крепостью Инада, где произвёл 17 августа высадку, овладел укреплением, истребил запасы, взорвал пороховой погреб и взял 12 пушек; был награждён алмазными знаками к ордену Св. Анны 2-й степени, орденом Св. Владимира 3-й степени и золотой саблей с надписью «За храбрость».
С 18 ноября 1828 года до своей отставки был обер-интендантом Черноморского флота. В 1832 году был произведён в контр-адмиралы. В 1834 году Н. Д. Критский был уволен со службы.

## Память
В Бердянске в ознаменование заслуг в основании города Николаю Дмитриевичу Критскому на центральном городском проспекте там, где он пересекается с Приморской площадью, в 1999 году установлен памятник.